# Conflict social
Conflictul social desemnează opoziția deschisă sau lupta între indivizi, grupuri, clase sociale, partide, comunități, state cu interese economice, politice, etnice, religioase, rasiale divergente sau incompatibile, ce are efecte distructive asupra interacțiunilor sociale.